# American Journal of Physiology - Regulatory, Integrative and Comparative Physiology
American Journal of Physiology - Regulatory, Integrative and Comparative Physiology (AJP-R) is een internationaal, aan collegiale toetsing onderworpen wetenschappelijk tijdschrift op het gebied van de fysiologie. De naam wordt in literatuurverwijzingen afgekort tot Am. J. Physiol. Regul. Integr. Comp. Physiol. Het wordt uitgegeven door de American Physiological Society en verschijnt twee keer per maand.
Het is een van de subtijdschriften van het in 1898 opgerichte American Journal of Physiology.